# Cato Guldberg
Cato Maximilian Guldberg (Oslo, 11 agosto 1836 – Oslo, 14 gennaio 1902) è stato un fisico e matematico norvegese.
Docente all'università di Oslo, tra il 1864 e il 1879 formulò insieme con il cognato Peter Waage la legge di azione di massa, confermata sperimentalmente nel 1877 da Jacobus Henricus van 't Hoff.
Fu presidente della Società Politecnica svedese dal 1866 al 1868, dal 1869 al 1872 e dal 1874 al 1875.
Nel 1890 formulò la regola di Guldberg: il punto di ebollizione di un liquido è 2/3 della sua temperatura critica se misurata in scala Kelvin.